# Ligula intestinalis
Pour les articles homonymes, voir ligule.
Espèce
Ligula intestinalis désigne une espèce de vers cestodes de la famille des Diphyllobothriidae, vivant dans l'intestin des poissons et des oiseaux. Cette espèce a été décrite pour la première fois en 1758 par le naturaliste suédois Carl von Linné (1707-1778). 
Parasite fréquent des poissons blancs, et plus particulièrement de la tanche ou du gardon où  on la trouve dans la cavité générale, elle se présente sous l'aspect du ténia, sans en être un. 

La maladie induite est dite « ligulose ».

## Cycle de reproduction
Les œufs tombent au fond de l'eau et sont fixés sur des organismes planctoniques de l'ordre des copépodes, de petits crustacés. 
En absorbant ces petits invertébrés parasités, les poissons sont à leur tour parasités jusqu'à ce qu'ils soient mangés eux-mêmes par un oiseau. 
Malgré ce cycle de reproduction complexe (3 hôtes successifs), la ligule est un parasite très répandu. 
La ligulose a pris dans certaines régions la gravité d'une épizootie, mais elle n'est en aucun cas transmissible à l'homme.